# Hrabstwo Siskiyou
Hrabstwo Siskiyou (ang. Siskiyou County) – hrabstwo w stanie Kalifornia w Stanach Zjednoczonych. Obszar całkowity hrabstwa obejmuje powierzchnię 6347,46 mil² (16 439,84 km²). Według szacunków United States Census Bureau w roku 2009 miało 44 634 mieszkańców.
Hrabstwo powstało w 1852 roku.
Na jego terenie znajdują się:
- miejscowości – Dorris, Dunsmuir, Etna, Fort Jones, Montague, Mount Shasta, Tulelake, Weed, Yreka
- CDP – Carrick, Edgewood, Gazelle, Greenview, Grenada, Happy Camp, Hornbrook, McCloud, Macdoel, Mount Hebron, Tennant.